# Dorfkirche Sorno

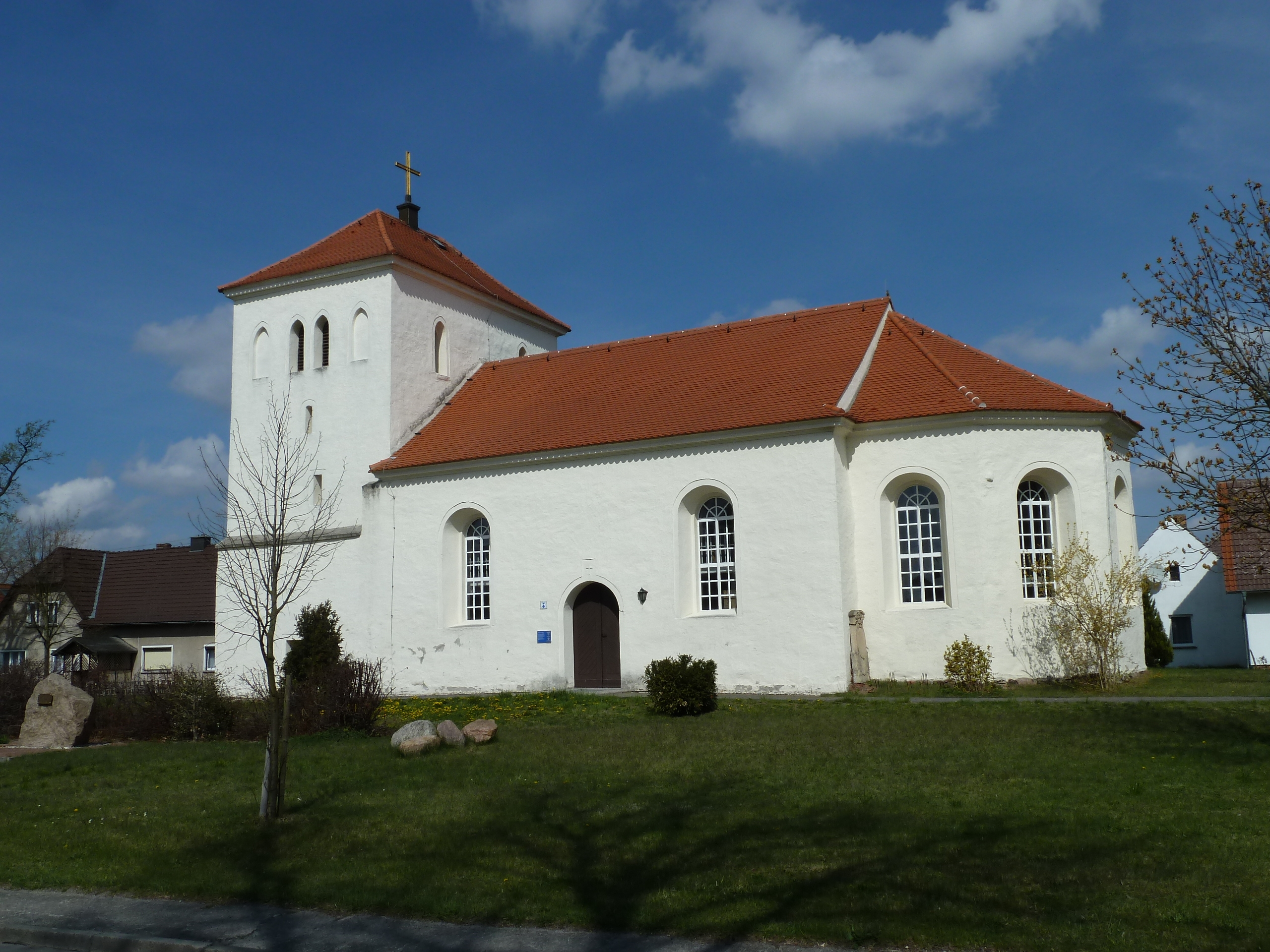
Dorfkirche Sorno

Die evangelische Dorfkirche Sorno ist ein denkmalgeschütztes Kirchengebäude im Ortsteil Sorno in der südbrandenburgischen Stadt Finsterwalde im Landkreis Elbe-Elster. Der aus dem 13. Jahrhundert stammende Feldsteinbau befindet sich auf dem alten Dorfanger des Ortes.

## Baubeschreibung und -geschichte
| Name       | Zeitraum     |
| ---------- | ------------ |
| Roth       | 1824–1825    |
| Rost       | 1825–1838    |
| Kruschwitz | 1838–1852    |
| Merker     | 1852–1883    |
| Busch      | 1886–1888    |
| Langhoff   | 1888–1929    |
| Winkler    | 1931–1936    |
| Wegner     | 1941–1951    |
| Meyer      | 1952–1956/57 |
| Rohde      | 1962–1973    |
| Mitschke   | 1973–1997    |
| Melchior   | 1997–1999    |

Die Sornoer Dorfkirche ist ein vermutlich im 13. Jahrhundert entstandener spätgotischer Feldsteinsaalbau mit Satteldach, Westquerturm und einem eingezogenen 5/8-Chor mit dreiseitigem Ostschluss. Das Bauwerk erfuhr im 14. Jahrhundert Um- und Ausbauarbeiten. Im Norden des Kirchenschiffs befindet sich eine aus dem 15. Jahrhundert stammende Sakristei. Diese besitzt ein Tonnengewölbe. Der Dachturm stammt wahrscheinlich aus dem Jahr 1706.
Die Kirche fiel Anfang des Jahres 1827 einem verheerenden Dorfbrand zum Opfer, bei dem neben der Kirche auch fast das gesamte Dorf in Mitleidenschaft gezogen wurde. Der anschließende Neubau erfolgte unter Verwendung der alten Grund- und Umfassungsmauern in den Jahren 1827 bis 1832. Dabei wurde die Kirche verputzt und die Fenster und Portale vergrößert.
Eine Innen-Renovierung der Kirche erfolgte 1965. 1971 wurde sie neu verputzt. Im Folgejahr kam es zu Umgestaltungsmaßnahmen am das Bauwerk umgebenden Kirchplatz. Kurz nach der Wende erfolgte 1994 eine Erneuerung des Kirchendachs und 1998 kam es zu einer erneuten Renovierung im Kircheninneren.
Die Kirchgemeinde Sorno gehört seit 1999 zur Katharinenkirchengemeinde Finsterwalde und Umland, zu der des Weiteren gegenwärtig auch die Kirchengemeinden Finsterwalde-Süd mit Grünhaus und Pechhütte, Drößig und Staupitz gehören.

## Ausstattung (Auswahl)
Das flachgedeckte Innere der Kirche ist von einer dreiseitigen Empore und einer schlichten Ausstattung geprägt. Die Empore befindet sich auf toskanischen Säulen. Sie besitzt einen Kanzelaltar, dessen Altaraufsatz aus dem Jahr 1647 stammt.
In der Südostwand des Bauwerks ist das Grabmal der Maria Christina Kleinpaul († 1778) zu finden.
Außerdem befindet sich in der Kirche eine 1933 vom Sorauer Orgelbauer Gustav Heinze (1874–1949) geschaffene Orgel (op. 213). Sie verfügt über eine pneumatische Kegellade, zwei Manuale und acht Register. Der im Bauwerk vorhandene Orgelprospekt wurde im Jahre 1832 errichtet.

## Gedenken
Auf dem die Kirche umgebenden Gelände ist unweit des Bauwerks ein Gedenkstein in Form eines Findlings zu finden, der an die im Zweiten Weltkrieg gefallenen Kameraden der örtlichen Freiwilligen Feuerwehr erinnert.
Folgende Inschrift befindet sich auf der hier angebrachten Gedenktafel:

„Zum Gedenken an die Kameraden der
 Freiwilligen Feuerwehr Sorno und die Einwohner
 unserer Gemeinde die Opfer der Weltkriege
 geworden sind.
 Freiwillige Feuerwehr Finsterwalde
 Löschzug IV. Sorno“